# Демидова, Елена Вячеславовна
Елена Вячеславовна Демидова (23 апреля 1964, Оренбург — 4 января 2024, Москва) — советский и российский режиссёр-документалист, сценарист, продюсер, кинооператор. Член Союза кинематографистов России, член Гильдии кинорежиссёров России и Гильдии неигрового кино и телевидения России.

## Биография
Родилась 23 апреля 1964 года в Оренбурге.
Окончила МВТУ им. Н. Э. Баумана по специальности «инженер», в 1997 году получила образование историка в Воронежском государственном университете. В 2006 году успешно окончила Киношколу по специальности «режиссёр». Позже стала членом Союза кинематографистов России, потом членом Гильдии кинорежиссёров России и членом Гильдии неигрового кино и телевидения.
Сотрудничала с киностудией имени М. Горького, с телеканалом «Культура», а также с финским телеканалом Yle. Руководила мастерской документального кино для молодых режиссёров в студии детских и юношеских фильмов имени Горького, а также в мастерской для молодых документалистов на кинофестивале «Кинопроба». Множество раз участвовала в различных конкурсах и премиях по теме своих работ.
Ушла из жизни 4 января 2024 года на 60-м году жизни в Москве.

## Общественная позиция
В феврале 2022 года подписал открытое письмо КиноСоюза против военного вторжения России на Украину .

## Творчество

### Работы в качестве режиссёра
- 2006 — «Живая вода» (короткометражный документальный фильм)
- 2006 — «Страстная неделя»
- 2007 — «Ковчег»
- 2007 — «Таблица умножения»
- 2008 — «Пора домой»
- 2008 — «Могикане»
- 2010 — «Клюквенный остров»
- 2011 — «Лёша»
- 2010—2011 — «Киноальманах о пожарах в России»
- «Девочка и маршал»
- «Новая Россия, 1992 год»
- «Маленькие гиганты большого кино»
- «Сталинская премия для епископа Луки»
- «Серафим Вырицкий»
- «Пожар национального значения»
- «Жизнь после чуда», «Авиакатастрофы: технология выживания»
- 2012 — Саша, Лена и Железный дракон (документальный)
- 2014 — Прикосновение ветра
- 2020 — Алиса из страны чудес (документальный)

### Работы в качестве сценариста
- 2006 — «Живая вода» (короткометражный документальный фильм)
- 2006 — «Страстная неделя»
- 2007 — «Ковчег»
- 2007 — «Таблица умножения»
- 2008 — «Пора домой»
- 2008 — «Могикане»
- 2008 — «Клюквенный остров»
- 2011 — «Лёша»
- 2010—2011 — «Киноальманах о пожарах в России»
- «Новая Россия, 1992 год»
- «Коды понимания»
- 2012 — «Саша, Лена и Железный дракон» (документальный)
- 2015 — На его месте мог быть я (документальный)
- 2016 — «Прикосновение ветра»
- 2020 — Алиса из страны чудес (документальный)

### Работы в качестве оператора
- 2006 — «Живая вода» (короткометражный документальный фильм)
- 2020 — Алиса из страны чудес (документальный)

### Другие работы
- «Париж 1986»[1]

## Премии и награды
| Год  | Название конкурса/фестиваля                                  | Работа | Награда | Ссылка |
| ---- | ------------------------------------------------------------ | --- | --- | ------ |
| 2006 | Международный фестиваль «Золотой бубен»                      | Короткометражный документальный фильм «Живая вода»                                                                     | Гран-при | [ 7 ]  |
| 2006 | Фонд Пола Хлебникова                                         | «Страстная неделя» | Приз фонда | [ 7 ]  |
| 2007 | Фестиваль «Кинотеатр.док»                                    | Документальный фильм о путешествии «Ковчег»                                                                            | Приз зрительских симпатий, признан самым успешным дебютом на международном кинофестивале «Звёзды Шакена» (Алма-Ата)   | [ 7 ]  |
| 2007 | Docudays.ua (Киев)                                           | Короткометражный фильм о деревенских детях «Таблица умножения»                                                         | Диплом V международного фестиваля документального кино о правах человека                                              | [ 7 ]  |
| 2008 | Международный кинофестиваль «Золотой витязь»                 | История необычной многодетной семьи Григория и Татьяны Бабаниных «Пора домой»                                          | Диплом кинофестиваля                                                                                                  | [ 7 ]  |
| 2010 | Кинофестиваль «Послание к человеку»                          | История деревенского изобретателя «Клюквенный остров»                                                                  | Социальный приз | [ 7 ]  |
| 2011 | Кинофестиваль «Послание к человеку»                          | Документальный фильм о последнем жителе сгоревшей деревни «Лёша»                                                       | Дипломант студенческого жюри/призёр международного фестиваля фильмов о правах человека «Сталкер»                      | [ 7 ]  |
| 2011 | Всероссийский экологический кинофестиваль «Меридиан надежды» | Документальный фильм о последнем жителе сгоревшей деревни «Лёша»                                                       | Награждение | [ 7 ]  |
| 2011 | Премия «Лавр»                                                | Лёша (Автор сценария — Елена Демидова. Режиссёр — Елена Демидова. Оператор — Елена Демидова. Продюсер — Елена Демидова | Один из лучших неигровых кинофильмов/признание                                                                        | [ 12 ] |
| 2018 | II Международный фестиваль Arctic Open                       | «Чтобы Арктика стала ближе» — проект «Полюс счастья», автор Елена Демидова                                             | Приз / информационная и организационная поддержка от национального парка «Русская Арктика».                           | [ 13 ] |
| 2019 | Фестиваль кино: КрымДог                                      | Фильм «Феномен Этигэлова. Загадка бурятского ламы», режиссёр Елена Демидова                                            | Дипломы и призы/«За соединение исследовательских задач с творческими» (Крымский филиал "Редакции «Российская газета») | [ 14 ] |
| 2019 | Фестиваль кино: КрымДог                                      | Фильм «Феномен Этигэлова. Загадка бурятского ламы», режиссёр Елена Демидова                                            | Дипломы и работы/«За соединение исследовательских задач с творческими» (Республиканская федерация футбола Крыма)      | [ 15 ] |